# Teoria de la bala única

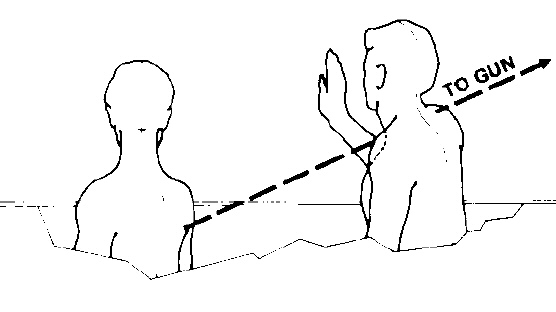
La trajectòria de la bala única segons el House Select Committee on Assassinations

La teoria de la bala única (igualment anomenada « teoria de la bala màgica » pels seus detractors) és un dels elements que fonamenten les conclusions de la Comissió Warren relatives a la culpabilitat d'un assassí únic en l'assassinat del president Kennedy.
La teoria va ser apuntada, per primer cop, per Arlen Specter, un col·laborador de la Comissió Warren (que després esdevingué senador dels Estats Units per Pennsilvània). Aquesta teoria postula que una bala única, identificada com « Prova de càrrec 399 de la Comissió Warren » (o CE399) va causar el conjunt de ferides no fatals patides pel president Kennedy i pel governador John Connally en el trancurs de l'assassinat del president.
la teoria és important perquè els dos homes semblaven haver estat ferits al mateix temps o en tot cas en un espai de temps insuficient perquè un tirador únic, tenint en compte el tipus d'arma (una carrabina de forrellat), pogués tirar dos cops. El House Select Committee on Assassinations (HSCA) de 1979 confirmà la plausabilitat d'aquesta teoria.

## Origen
En les setmanes que seguiren a la seva creació per part del Président Johnson, el novembre de 1963, la Comissió Warren semblava afavorir un escenari simple, fonamentat sobre elements que semblaven coherents.

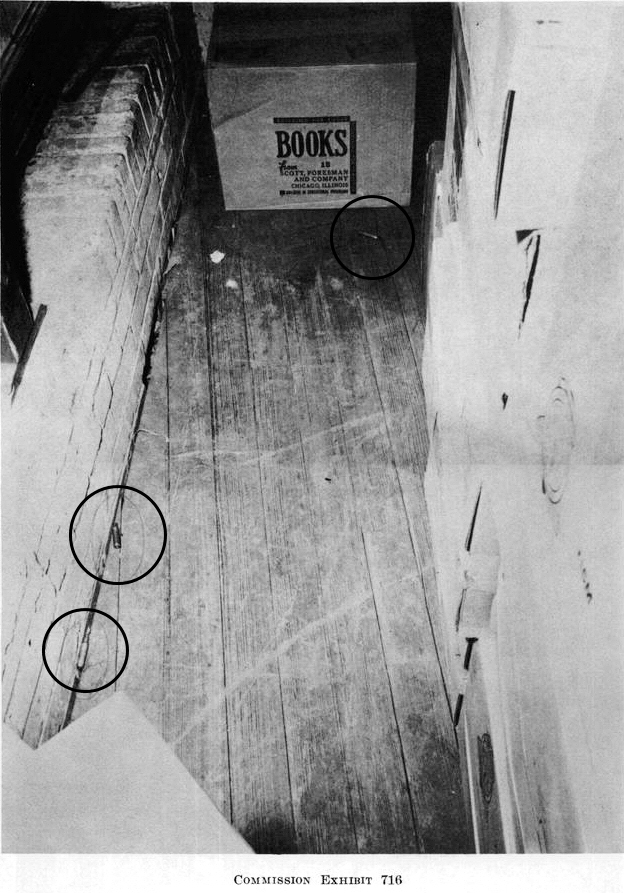
Les beines de munició trobades

- tres beines de munició trobades al cinquè pis del dipòsit de llibres (Texas School Book Depository, o TSBD), des del qual versemblantment s'havien disparat tres bales.
- tres sèries de ferides :
  - les ferides no fatals del President (la bala que li travessà el coll) ;
  - les ferides del Governador Connally (pit, canell i cuixa) ;
  - la ferida fatal del President (al cap).

No obstant això, un jove conseller de la comissió, Arlen Specter, s'adonà que la teoria « tres bales, tres ferides » suposava un seriós problema.
En efecte, les primeres conclusions relatives a la seqüència de les ferides, indicava que no més d'1,6 segons separaven les ferides no fatals de Kennedy i les de Connally.
Aquesta conclusió, especialment basada en les reaccions observades per la Comissió sobre el film gravat per Abraham Zapruder, suposava un problema pel fet que el temps mínim entre dos trets amb l'arma empleada, un fusell Mannlicher-Carcano (recàrrega per maniobra del forrellat, apuntar i disparar) semblava ser de l'ordre de 2.5 segons.

Z228, reaccions als impactes

Des de llavors, Arlen Specter es preguntà si les ferides, que semblaven haver succeït en un temps tan curt, no s'haurien fet de manera simultània, i si els dos homes no haurien estat tocats per la mateixa bala. Així doncs, proposà a la Comissio d'examinar aquesta possibilitat i així fou definitivament acceptada per la Comissió.
Incidentalment, la teoria implica que les ferides són totes causades per dues bales, per la qual cosa una de les bales es considera « perduda ».
Així doncs, algunes setmanes després que Specter hagués emès aquesta hipòtesi, un testimoni vingué a consolidar-la: James Tague, que es trobava a Elm Street, a l'alçada del pont, vingué a declarar que havia estat ferit per un fragment de ciment arrancat al voral de ciment de la vorera per allò que era, versemblantment, una bala o un fragment (entre parèntesis: és cert que, contràriament a certs rumors, la Comissió ja treballava sobre la teoria de la bala única abans del testimoni de Tague). No obstant això, l'evidència semblava donar suport a la teoria de Tague, explicant la sort de la bala que fins aleshores era considerada com a perduda.

## Trajectòria de la bala única
Segons la Comissió Warren i el House Select Committee on Assassinations, la bala:
- surt de la boca del canó a una velocitat compresa entre 560 i 610 m/s;
- recorre 58 metres segons una trajectòria balística segons un angle de 25 graus, i arriba a l'esquena del president a una velocitat de l'ordre de 520 m/s;

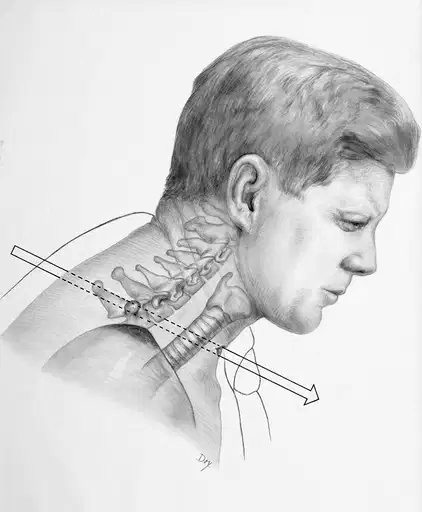
Ferides de Kennedy, HSCA

- passa a través de la jaqueta del president, just a la dreta de la seva columna vertebral i 13.7 centímetres sobre la línia del coll, dipositant fragments de metall sobre el teixit;
- penetra l'esquena del president 50 mil·límetres a la dreta de la columna vertebral, creant una ferida de 4 per 7 mil·límetres a la part alta de l'esquena (el seu pas per les proximitats de la columna vertebral fractura lleugerament la sisena vèrtebra cervical del president);
- surt de la gola del president al mig del coll, just per sota de la nou d'Adam (en les hores que seguiren, els metges que havien tractat el president a l'hospital Parkland emeteren l'opinió que aquesta ferida era un orifici d'entrada, element utilitzat per alguns per afirmar que el tirador es trobava davant del president. No obstant això, els metges, que havien estat concentrats sobre la ferida del cap, no havien parat especial atenció a la ferida -d'entrada- de l'esquena, i els defensors de la teoria recalquen que els metges de seguida es feren enrere en les seves declaracions);
- travessa la camisa del president, dipositant-hi fragments de metall;
- travessa el nus de la corbata del president; en aquell moment, la seva velocitat era de 460 m/s i comença a girar sobre si mateixa;

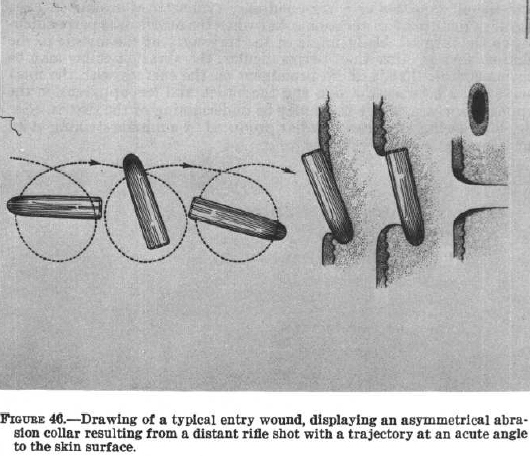
Bala que gira sobre si mateixa, HSCA

- recorre els 65 centímetres que separen el president del governador, girant sobre si mateixa uns 90 graus;
- travessa la jaqueta i la camisa del governador Connnally, per sota i per darrere de la seva aixella dreta, dipositant-hi fragments de metall;
- penetra l'esquena del governador, creant una ferida de 8 per 15 mil·límetres, aquesta forma el·líptica és deguda a la posició de la bala en el moment de l'impacte (xoc lateral),

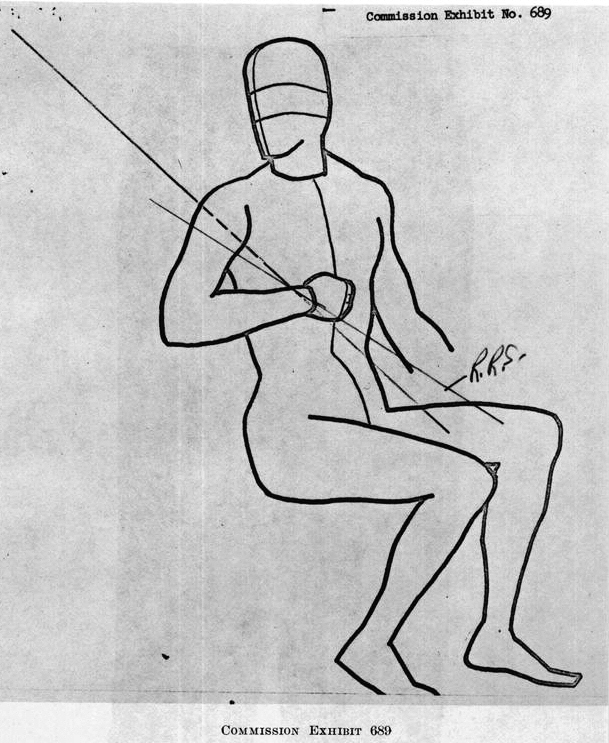
Ferides de Connally, dibuix del Dr. Shaw

- travessa el pit del governador segons un angle anatòmic de 10 graus cap avall, destruint 13 centímetres de la cinquena costella;
- surt del pit just per sota del mugró dret, creant una ferida de 5 centímetres;
- travessa la camisa i la jaqueta 13 centímetres a la dreta del revers del vestit i a l'alçada de la part baixa del revers; avança aleshores a uns 270 m/s;
- penetra damunt del canell del governador, fractura el radi i després surt pel palmell de la mà, havent descelerat fins a 120 m/s;
- penetra la cuixa del governador, creant una ferida de 10 mil·límetres;
- s'atura a una profunditat de 5 centímetres dins del muscle de la cuixa (quan va morir, el 1993, Connally encara tenia en el múscul de la cuixa un fragment de bala d'1,5 per 2 mil·límetres);
- cau de la ferida quan el governador es troba sobre una llitera de l'hospital.
- és descoberta sobre una llitera de l'hospital.

## Implicacions de la teoria
Com s'ha indicat, la teoria implica, d'entrada, una bala perduda.
En les seves conclusions, la Comissió no es pronuncia pas sobre la qüestí de saber quina bala s'havia perdut així
Tanmateix, la Comissió indica:
- que les seves conclusions sobre les ferides impliquen que sembla que transcorregueren 5.6 segons entre la primera ferida de Kennedy i la ferida fatal;
- que en conseqüència, si és la segona bala la que es va perdre, això implica que el conjunt de trets tingueren lloc en un mínim de 5.6 segons.

La Comissió no descarta pas aquesta hipòtesi (bala perduda = segona bala), estimant que entra dintre de l'ordre del possible: 1r tret- 2.5 segons - 2n tret-2.5 segons - 3r tret, sobre un total d'almenys 5 segons per als tres trets, per la qual cosa el tirador va disposar de 5.6 segons.
Contràriament a una llegenta tenaç, la Comissió Warren no va concloure, doncs, que el conjunt dels trets tinguessin lloc en 5.6 segons: va estimar que era el temps mínim i intentà determinar si això implicava la presència d'un segon tirador.
Com ja s'ha vist, la Comissió va concloure que no era pas impossible disparar tres cops en aquest lapse de temps amb l'arma utilitzada.
Però quan la Comissió refusà extreure conclusions sobre l'ordre dels trets, molts investigadors han examinat la qüestió, des d'aleshores, i han conclòs que fou la primera bala la que es va pedre i que la durada total dels trets fou de l'ordre de 8.5 segons. Aquesta tesi és encara extremadament controvertida (especialment perquè James Tague, el vianant ferit, declarà molt clarament quina bala l'havia ferit, però que no tot cas no era la primera).

## Crítiques

### Impossibilitat de la trajectòria
Les primeres crítiqeus són conegudes per tothom: varen tenir una publicitat particular gràcies al film « JFK ».

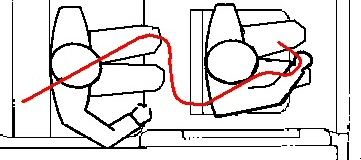
La trajectòria « màgica » de la bala segons els crítics

Aquests crítics, els primers que aconseguiren posar-li a la teoria el sobrenom de « bala màgica », descriuen de la manera següent la trajectòria de la bala:
- Entra dins l'esquena del president, segons un angle de 17° cap avall. Després ella comença a pujar i surt per davant del coll de Kennedy.
- Gira a la dreta i entra dins l'esquena de Connally per l'aixella dreta, després d'haver-se quedat 1.6 segons a l'aire. La bala baixa a continuació, fractura la cinquena costella del governador i torna a sortir del cos de Connally.
- Gira a la dreta i torna a entrar al cos de Connally pel canell dret. Li fractura el radi i li talla netament el tendó del polze, fa mitja volta i s'allotja a la cuixa esquerra del governador.
- En surt pràcticament intacta i és retrobada sobre una llitera de l'hospital Parkland.

Aquesta descripció troba la seva font en els elements següents:
- una anàlisi selectiva de l'informe de la Comissió;

Com s'ha indicat més amunt, la Comissió no va afirmar que haguessin transcorregut 1.6 segons entre les ferides dels dos homes, sinó que sobre la base de les informacions en el seu poder, era el temps màxim entre les ferides.
La Comissió no excloïa, doncs, que les ferides fossin simultànies, i les anàlisis ulteriors, especialment la del film de Zapruder, mostraren que el President i el Governador semblaven reaccionar al mateix moment a un mateix esdeveniment i, fins i tot si aquesta qüestió és encara debatuda, la teoria de la bala única no implica pas que faci una pausa en la seva trajectòria.
- una anàlisi de la trajectòria de la bala que situa el punt d'entrada de la bala dins l'esquena més avalla que allò que assenyalen les conclusions de l'autòpsia (la qual cosa implica una remuntada de la bala cap a la gola) ;

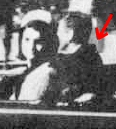
La posició de la jaqueta

La qüestió de l'emplaçament de les ferides és un dels elements més debatuts. Per criticar les conclusions de l'autòpsia, els detractors de la Comissió analitzen per exemple l'emplaçament de l'orifici fet per la bala en la jaqueta, que és més baix d'allò que l'informe de l'autòpsia indica, metre que llurs oponents mostren que en una persona asseguda i recolzada (com estava el president), la jaqueta « el tapa » al nivel de les espatlles. El febrer del 2007, un film amateur inèdit, filmat 90 segons abans de l'assassinat amb una càmera de 98 mm per un afeccionat anomenat George Jeffries, ofereix un nou angle de visió i permet veure clarament el plec que fa la jaqueta sobre el coll del president, el que sembla invalidar l'argument dels que sostenen la teoria de la conspiració (vegeu foto adjunta).

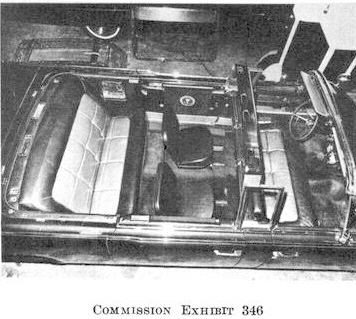
Els seients a la limusina

- una anàlisi de l'emplaçament del governador (situat just davant Kennedy), que suposa l'existència d'una bala que pivota. ;

El governador estava assegut sobre una mena de seient plegable que feia que el seu cos s'inclinés cap a l'esquerra i el situava més baix que el president, és a dir, segons els partidaris de la bala màgica/única, sobre la trajectòria d'una bala que sortís de la gola del president.
A més, la major part dels investigadors situen la bala única després del primer tret, és a dir un moment en què, segons el seu testimoni i el film de Zapruder, el governador s'havia girat cap a la dreta per identificar l'origen del tret.
- l'afirmació que la bala havia de fer mitja volta després d'haver colpejat el canell del governador.

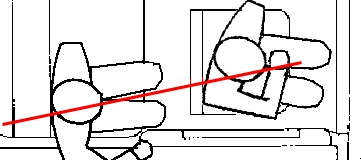
La trajectòria de la bala segons la versió oficial

La bala va travessar el canell i va penetrar sobre la part superior de l'avantbraç, i va sortir gairebé pel palmell. Els partidaris de la « bala màgica/única » assenyalen que el canell podia trobar-se entre el pit del governador i la seva cuixa esquerra (trajectòria de la bala que aniria de dreta a esquerra).
La teoria de la bala única no implica, doncs, necessàriament, una bala que fes zigazagues, contràriament a allò que digueren les primeres crítiques.

### Impossibilitat que la bala recuperada hagi causat els danys constatats
Els crítics opinen que una bala que ha travessat dos cossos humans, ha destruït una costella, ha fracturat un radi (un dels ossos més resistents del cos humà), i ha dipositat fragments de metall no pot pas sortir-ne gairebé intacta, tal com està la bala conservada als arxius nacionals dels Estats Units (referència CE399). Aquesta última està, de fet, aplanada i lleugerament corbada, i ha sofert tals constrenyiments que el plom ha estat extrudit per la seva base.

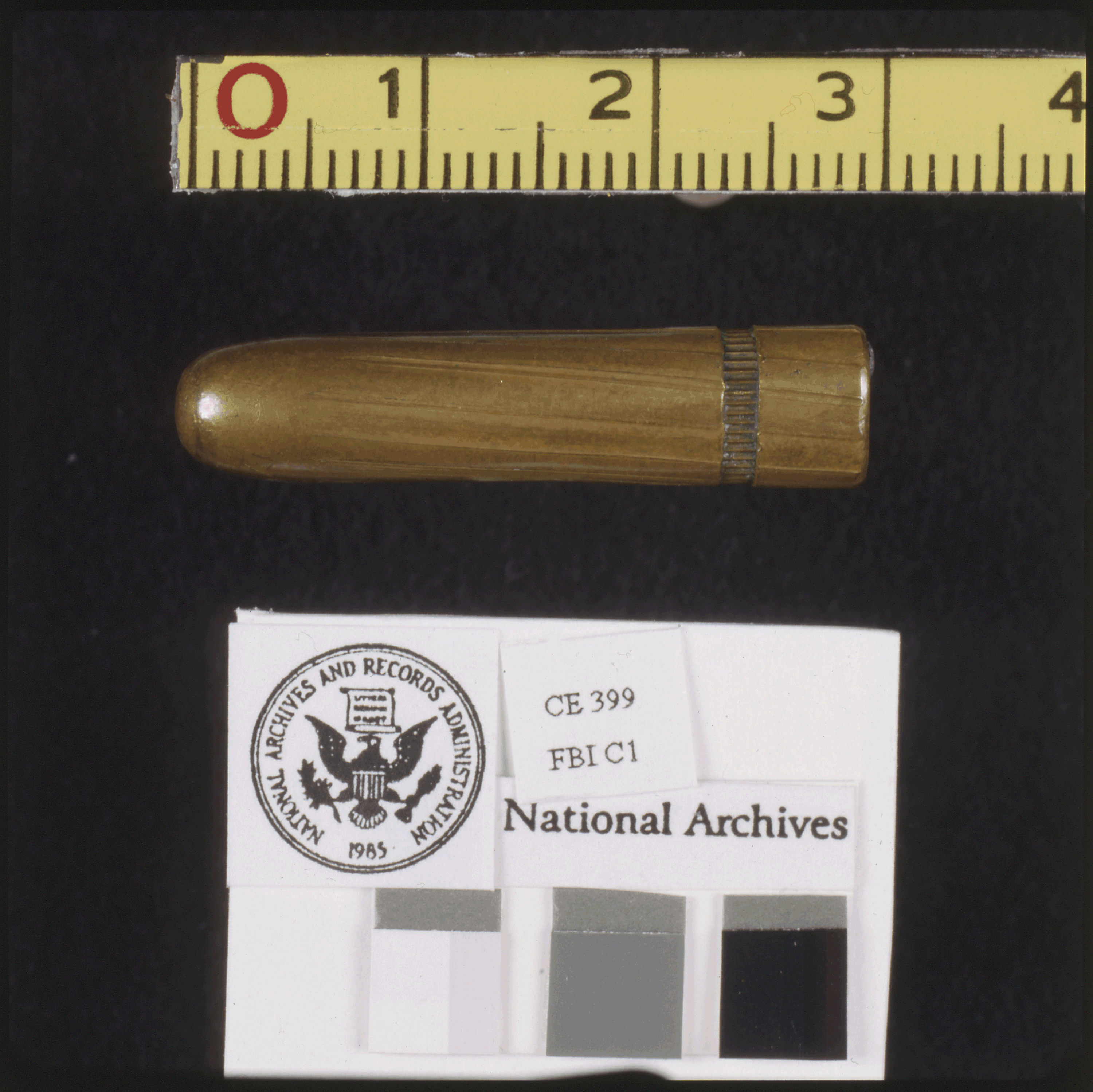
CE399 - Vista longitudinal

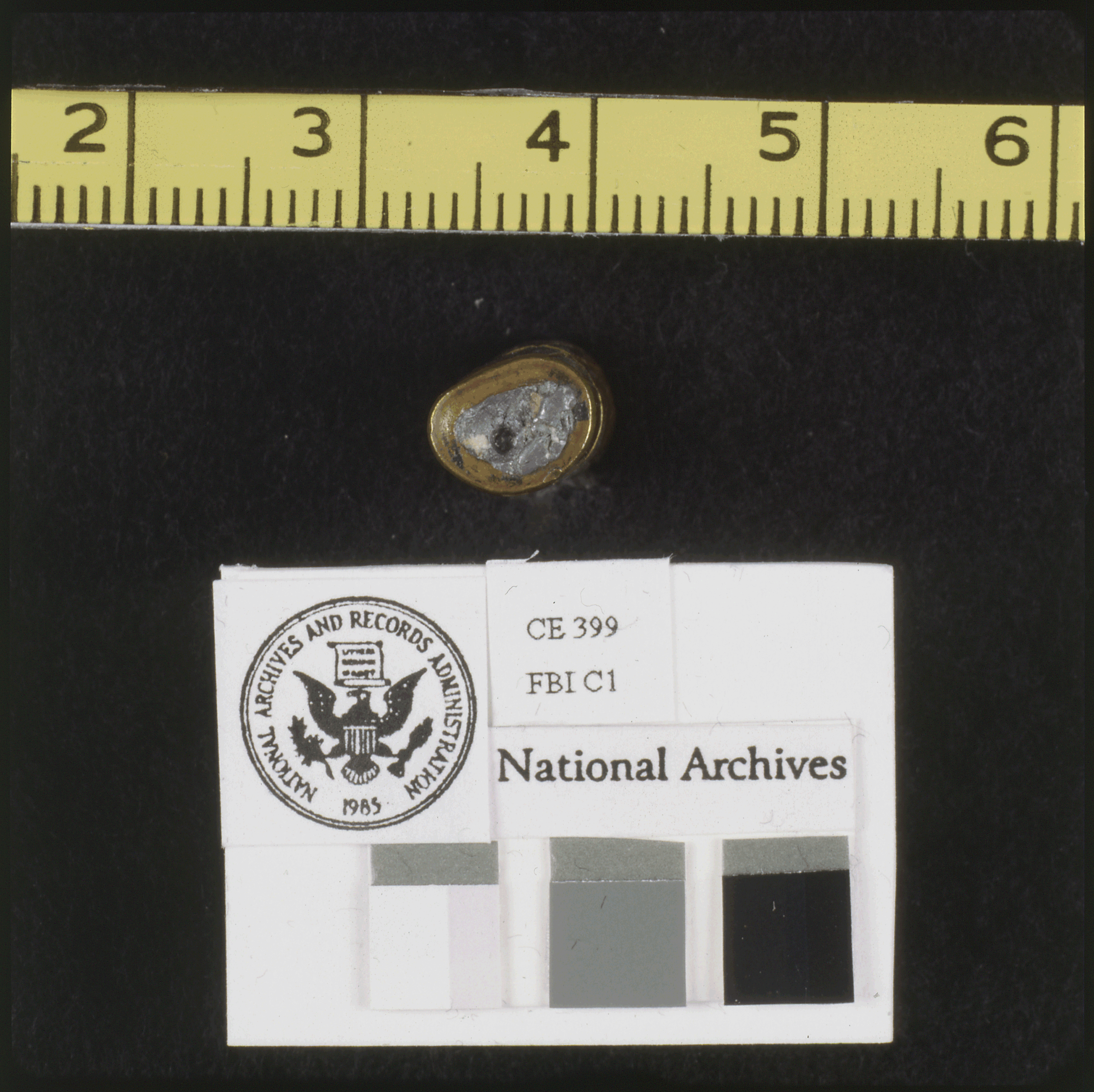
CE399

Els crítics es basen en nombrosos tests fets amb bales similars, especialment en trets a canells de cadàvers humans, que donaren com a resultat bales extremadament danyades pel fet de l'impacte amb el radi.
No obstant això, aquests tests varen ser fets disparant directament sobre un canell, amb una bala que es desplaçava a una velocitat de 520 m/s
Igualment, els defensors de la teoria parlen del fet que la bala:
- va travessar, en principi, teixits relativament tous (coll de Kennedy, pit de Connally i especialment una costella, un os poc resistent).

- Va penetrar el canell a una velocitat llàrgament inferior a la seva velocitat inicial, al voltant de 270 m//s. Aquest darrer punt és vàlid per a darrera ferida de Connally, a la cuixa, que mostra una bala que pràcticament havia perdut tota energia cinètica.

Un test practicat pel doctor John Lattimer mostrà que una bala a la velocitat reduïda, disparada sobre un canell humà, presenta les mateixes deformacions que CE399.
Els crítics estimen, igualment, que la bala va dispositar massa fragments perquè CE399 pugui ser considerada autèntica.
Els defensors de la teoria assenyalen:
- que els fragments documentats i examinats (és a dir, recuperats en el transcurs de les operacions quirúrgiques practicades al Governador o en el moment de l'autòpsia del President), no depassen la quantitat de metall que va poder ser extrudida per la base de la bala si es jutja la seva pèrdua de pes respecte a un projectil no disparat;

- que res no indica que els fragments documentats però no estimats (com ara els que hi havia a la cuixa del governador) fossin tan pesants que invalidessin aquesta conclusió.

### Altres crítiques
Altres crítics estimen, per exemple, que les circumstàncies en les quals la bala fou retrobada demostren el complot. Aquestes crítiques, més o menys documentades, venen a dir: 
- que la bala fou descoberta sobre una llitera de l'hospital que no era pas aquella sobre la qual el governador havia estat estirat.

- que CE399 no pot ser la bala descoberta a l'hospital perquè les quatre persones que varen veure la bala a Parkland no la reconeixen pas quan veuen CE399;

- que CE399 no pot ser la bala caiguda de la ferida de Connally perquè, després de l'arribada del Governador, hauria caigut a terra i hauria estat arreplegada per una infermera.

## La temptativa de confirmació de la teoria per activació neutrònica

### Les anàlisis fetes per Vincent Guinn per a l'HSCA
El 1977, el dr. Vincent P. Guinn, professor de química a la Universitat de Califòrnia, i un dels més importants especialistes de l'anàlisi per activació neurotrònica), fou cridat pel HSCA a fi i efecte de reanalitzar els fragments de bala restants.
Es tractava de la tercera temptativa d'obtenir informacions fiables per l'anàlisi química dels fragments.
Els fragments havien estat prèviament examinats:
- per l'FBI, la nit següent de l'assassinat. La tècnica utilitzada, l'espectroscòpia, no permetia treure conclusions i presentava, a més, el problema de ser destructiva;

- per l'FBI, el maig de 1964, utilitzant l'activació neutrònica, tècnica més precisa i no destructiva. L'anàlisi dels resultats no semblava que permetés extreure'n cap conclusió.

El 1977, de tota manera, la tècnica de l'activació neutrònica havia fet alguns progressos, especialment gràcies a detectors encara més sensibles. Hi havia, doncs, esperances que una nova anàlisi aportés resultats més precisos i, potencialment, elements utilitzables.
L'objectiu de la utilització de l'activació neutrònica en aquest afer era permetre la mesura de rastres químics, per la qual cosa es podia determinar en quina mesura certs fragments provenien de la mateixa bala.

La llista d'espècimens dels quals es disposava era la següent:
- CE 399, la bala única'

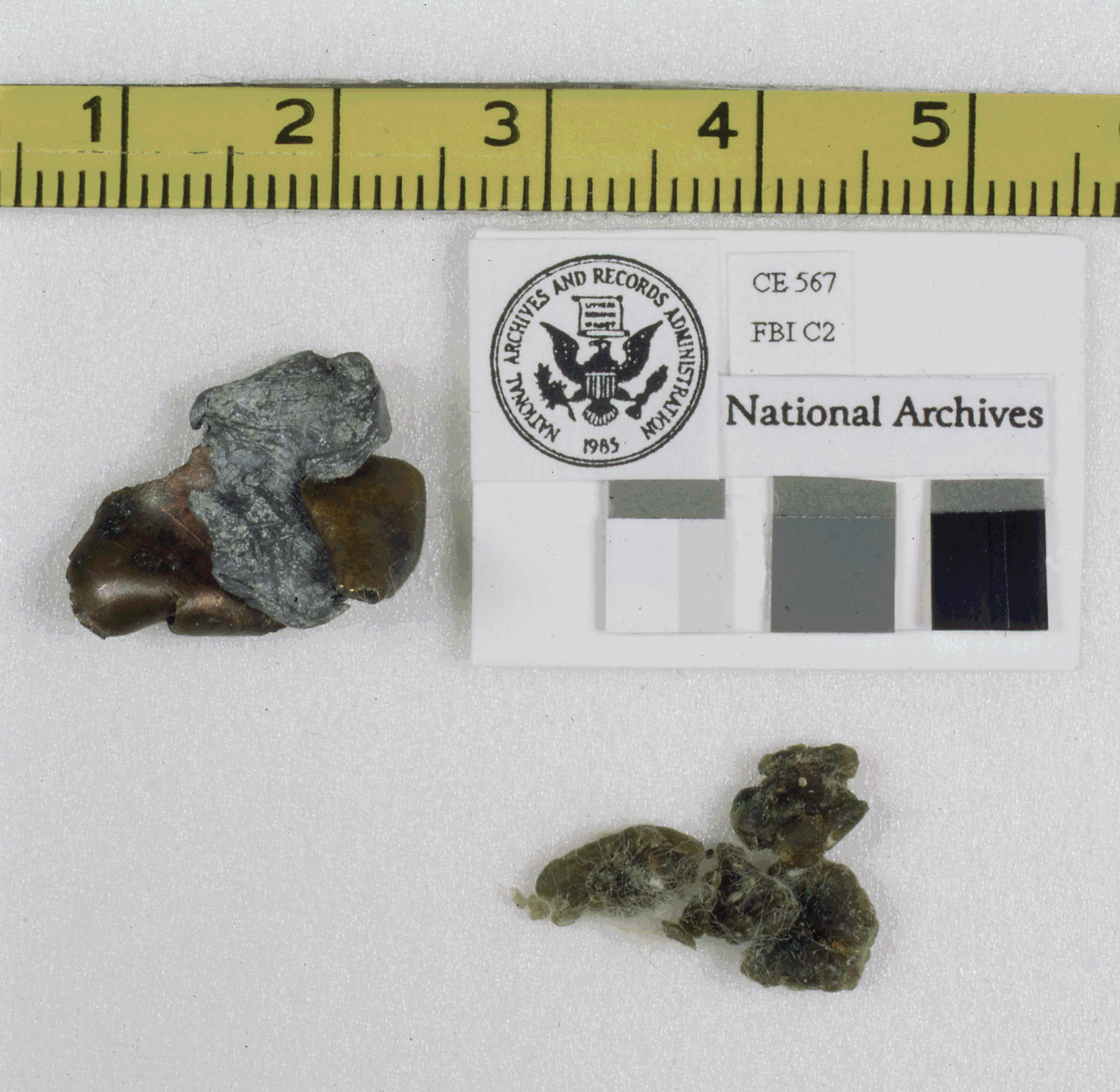
CE567

- CE 567, un fragment recuperat sobre un seient del cotxe (al voltant de 3 grams)

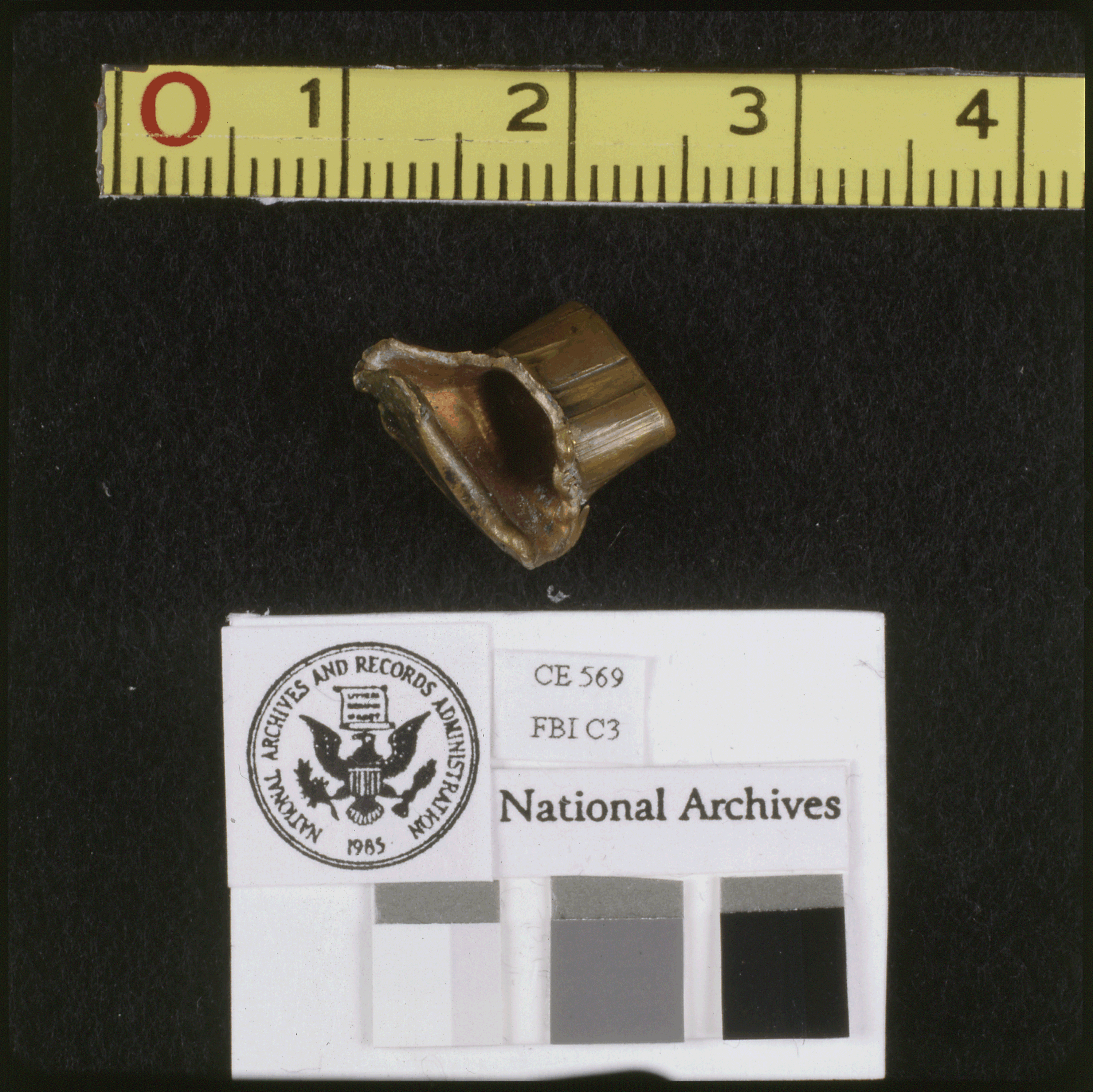
CE569

- CE 569, un fragment recuperat sobre un seient del cotxe (al voltant d'1,3 grams)

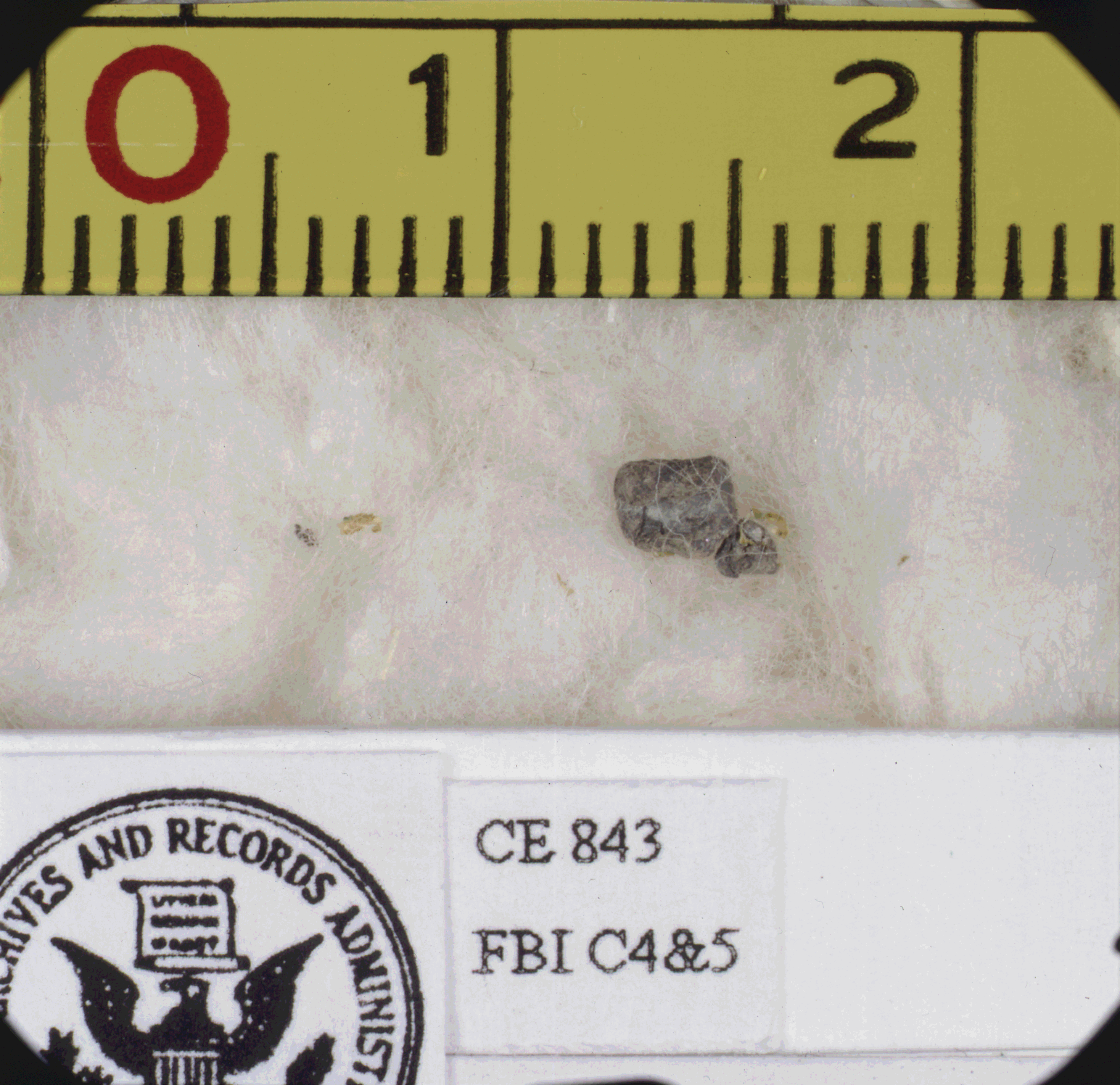
CE843

- CE 843, dos fragments extrets del cap del President (al voltant de 5,4 mil·ligrams)

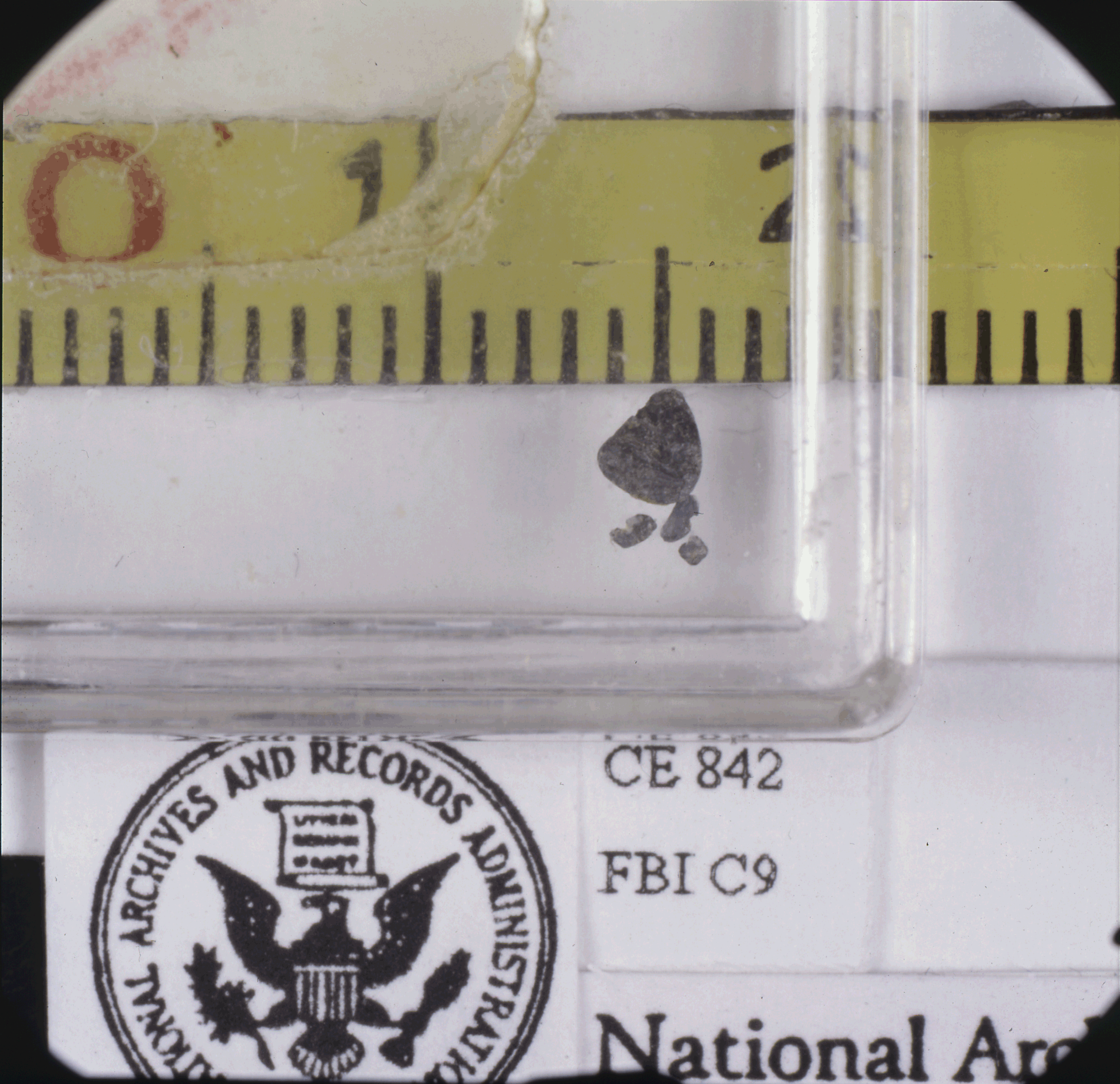
CE842

- CE 842, tres fragments extrets del braç del governador (al voltant de 17 mil·ligrams)

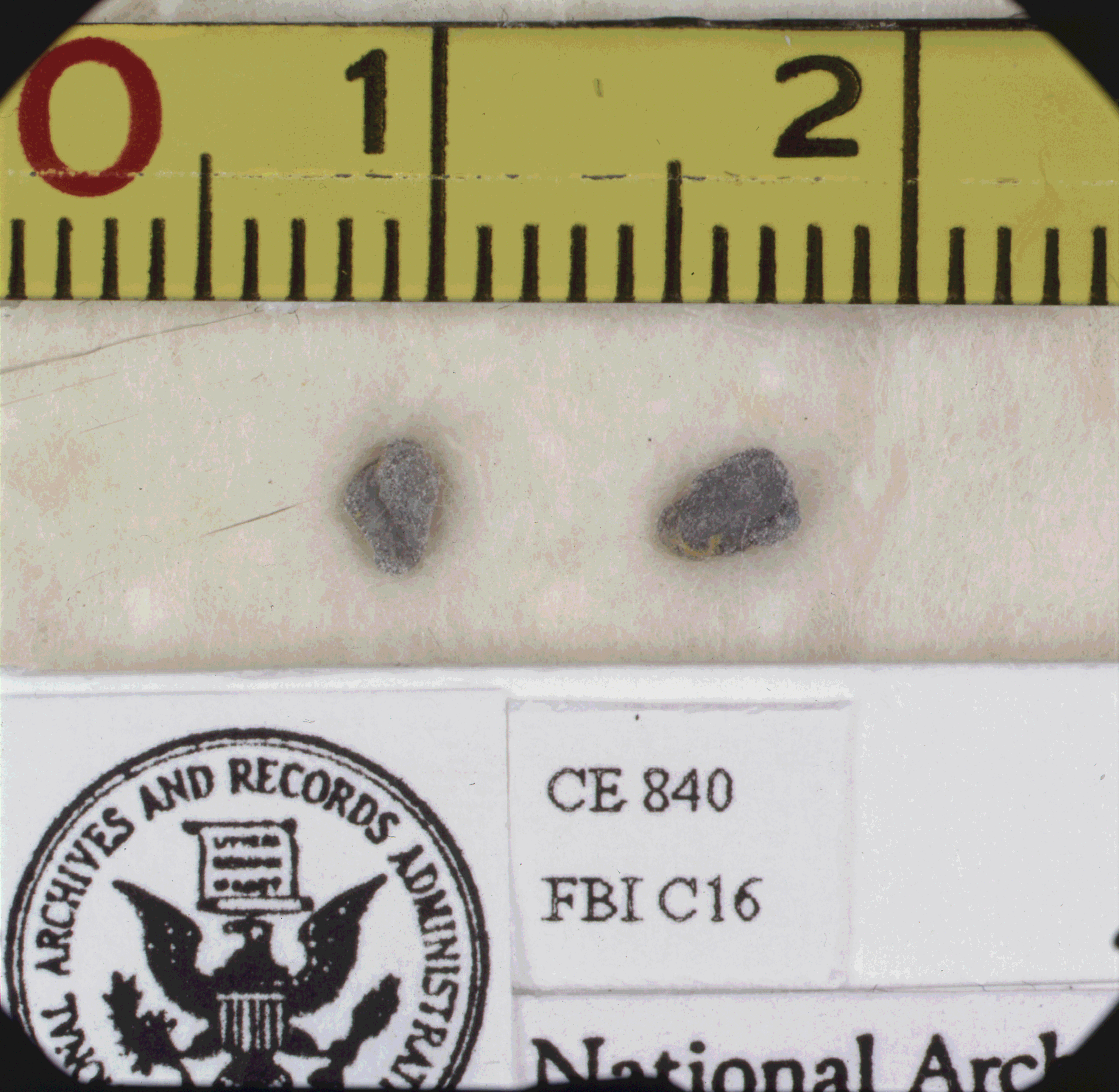
CE840

- CE 840, tres fragments trobats sobre la catifa del darrere del cotxe (dos cops, al voltant de 34 mil·ligrams)
- CE 841, restes de plom raspades sobre el parabrisa del cotxe (no peus)

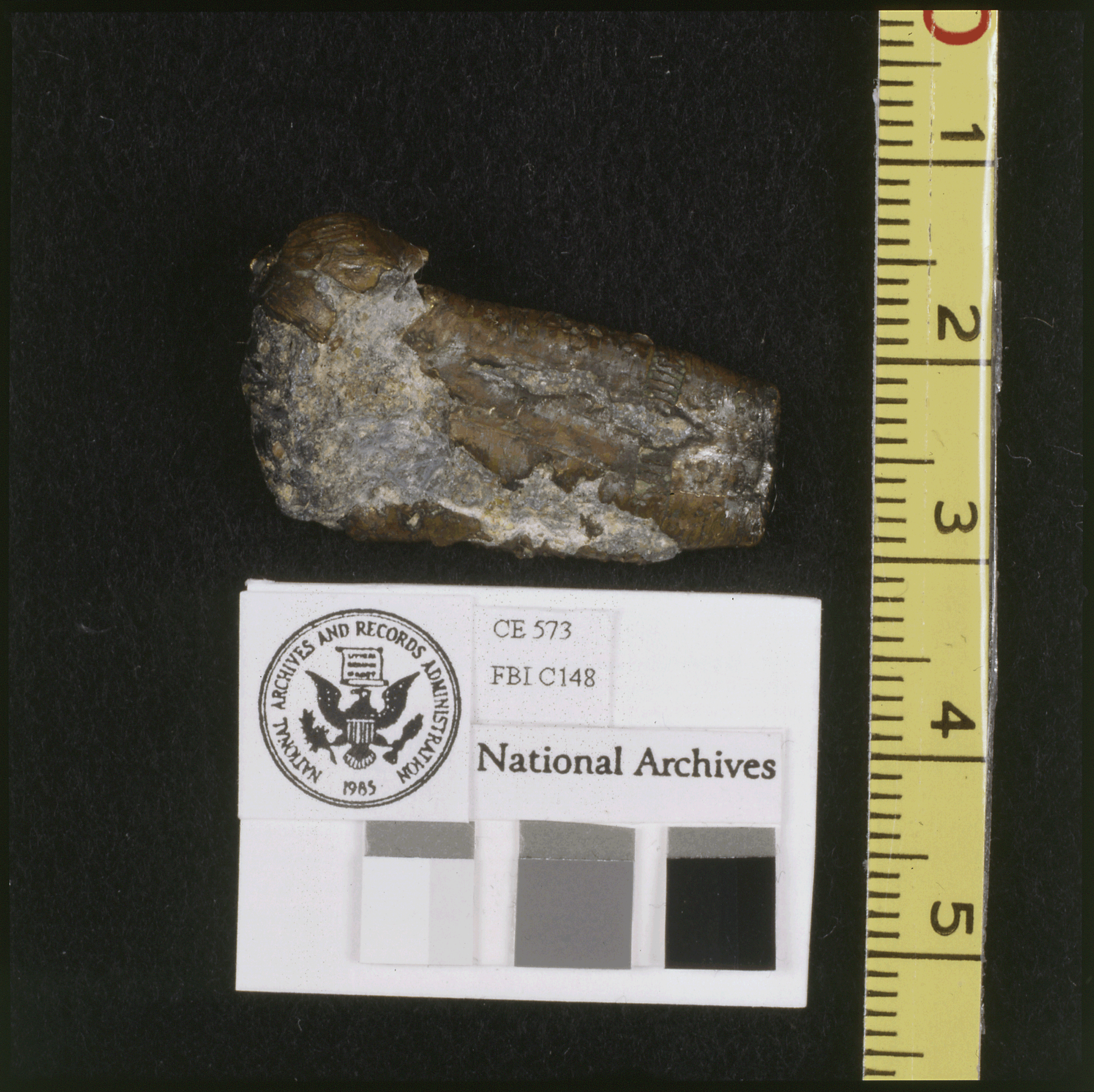
CE573

- CE 573, restes de la bala que havia estat disparada contra el general Walker (temptativa de mort atribuïda a Oswald).
- CE 141, bala no disparada i trobada al fusell Mannlicher-Carcano d'Oswald

Guinn havia notat que les bales de Mannlicher-Carcano tenien la particularitat de variar en la seva composició química, en el sentit que cada bala contenia rastres d'argent i antimoni en una proporció precisa. D'altra banda, l'anàlisi mostrava una concordança general de les bales de Mannlicher-Carcano pel que fa a la presència d'antimoni i d'argent. Guinn testimonià el fet que el contingut d'argent i antimoni de cada bala és « raonablement homogeni » però que dos projectils provinents de la mateixa caixa de municions diferirien prou per ser distingides.
En conseqüència:
- Si dos fragments contenen proporcions diferents d'aquests elements, provenen necessàriament de dos projectils diferents.
- Si dos fragments contenen proporcions similars d'aquests elements, provenen molt probablement del mateix projectil (la probabilitat que provinguin de dos projectils diferents fou estimada en un 3% pel Dr.Guinn).

Els resultats de Guinn foren els següents:
| Espècimen | Argent, ppm | Antimoni, ppm |
| --------- | ----------- | ------------- |
| CE 399    | 7,9±1,4     | 833±9         |
| CE 842    | 9,8±0,5     | 797±7         |
| CE 567    | 8,1±0,6     | 602±4         |
| CE 843    | 7,9±0,3     | 621±4         |
| CE 840    | 8,6±0,3     | 638±4         |

Guinn conclogué que podia agrupar els objectes analitzats de la següent manera:
- composició mitjana de 815 ppm d'antimoni i 9,3 ppm d'argent: CE399 i CE842, és a dir la bala única i els fragments que provenien del canell del Governador;
- composició mitjana de 622 ppm d'antimoni i 8,1 ppm d'argent : CE567, CE843 i CE840, és a dir els fragments que provenien del crani del President, dels seients i de les estores del cotxe.

Sobre la base d'aquestes observacions, Guinn conclogué:
1. que hi havia una gran probabilitat que el conjunt de fragments provinguessin de bales del Mannlicher-Carcano
2. que les anàlisis tendien a mostrar l'existència de dues, i sols dues, bales;
3. que els resultats s'havien agrupat de tal manera que validaven la teoria de la bala única (els fragments al canell de Connally foren identificats com provinents de CE399).

En resum, aquestes conclusions diuen que hi hagué dues bales, una de les quals, (CE399), la « bala única », va fracturar el canell del governador i l'altra, els fragments de la qual es trobaren al crani del President i a dins del cotxe, va matar aquest últim.

### Les crítiques de l'anàlisi
Les crítiques sobre l'anàlisi de Guinn giren essencialment sobre l'autenticitat dels fragments analitzats i sobre les projeccions de l'anàlisi.

#### Crítica de l'autenticitat dels fragments
Aquesta crítica se centra en el fet que els fragments mostrats a Guinn no tenen pas el mateix pes que els fragments recollits. En altres paraules, aquesta crítica postula que els fragments haurien estat reemplaçats.
De fet, pot ser demostrat que els fragments havien, efectivament, perdut pes per dues raons: la primera anàlisi espectromètrica, destructiva, i la primera anàlisi per activació neutrònica, on, aparentment, les mostres preses dels fragments per tal de ser analitzades no foren retornades.
En qualsevol cas, la pèrdua de pes dels fragments pot tenir una explicació més simpe que el reemplaçament fraudulent de fragmens als arxius nacionals.

#### Crítica del mètode
Les crítiques metodològiques giren essencialment sobre la validesa de l'anàlisi estatdística dels resultats. Així, algunes d'aquestes crítiques revelen que les concentracions d'argent i antimoni de les bales no són fins i tot homogènies a l'interior d'una mateixa bala.
Quan el dr. Guinn parlava d'una heterogeneïtat del 6% a l'interior d'una mateixa bala, els resultats de les anàlisis fetes sobre les bales "test" de Mannlicher-Carcano mostres alguna cosa més complexa: sobre tres bales analitzades:
- en la primera, els fragments presos a quatre indrets diferents de la bala mostren, efectivament, una gran homogeneïtat (heterogeneïtat de l'ordre del 6%);
- en la segona, tres dels quatre fragments presos de la bala mosten una mateixa homogeneïtat, però el quart fragment és també força diferent (més de tres cops menys d'antimoni);
- en la tercerea, tres dels quatre mostren una mateixa homogeneïtat, però el quart fragment és singularment diferent (un cop i mig més d'antimoni).

Des del moment que no es pot parlar d'homogeneïtat dins d'una mateixa bala, ja no sembla possible concloure que es pugui parlar de dues bales diferents quan hi ha concentracions diferents: pot tractar-se de dos fragments provinents d'una mateixa bala que té, per ella mateixa, concentracions heterogènies d'antimoni. Guinn havia identificat aquesta qüestió, però estimava que havia demostrat l'existència d'una raonable homogeneïtat a l'interior de les bales individuals.

Un altre punt de fricció entre defensors i adversaris dels resultats de Guinn gira al voltant de la probabilitat que dues bales diferents podrien contenir concentracions d'argent i antimoni similars.
Des de 1998, diferents articles cientìfics, que defensaven una posició o l'altra, han estat publicats. Es pot citar especialment un article del 2004 del professor Ken Rahn i de Larry Sturdivan, la conclusió clau del qual és que la probabilitat que el fragment CE842 (el fragment que venia del canell de Connally) no ve de la base de CE399 (la bala trobada a l'hospital) era gairebé inexistent. LLurs conclusions van ser criticades en un article publicat el 2006 al Journal of Forensic Science pel Dr. Erik Randich i el Dr. Patrick Grant. Llur article conclogué que Guinn i autors precedents havien comès errors d'anàlisi i d'estadística, i que els resultats de Guinn podien correspondre a qualsevol nombre de bales entre dos i cinc. Aquesta conclusió, al mateix temps, va ser criticada per Sturdivan, el qual opina que Randich i Grant van augmentar artificialment els errors de mesura i revela que la seva pròpia anàlisi és sostinguda empíricament pel fet que les mesures fetes per l'FBI el 1964, sobre mostres diferents, es trobaven properes als resultats de Guinn.

## Les conclusions de l'HSCA
Sobra la base de conclusions de diferents experts:
- fotogràfics, que havien examinat les fotografies i pel·lícules disponibles,
- mèdics, que havien examinat els aspectes mèdics,
- balístics,

que es trobaven confirmats per l'anàlisi de Guinn, l'HSCA conclogué que el President i el governador havien estat ferits per una mateixa bala, i que aquest projectil és CE399.